# Starique perroquet
Aethia psittacula
Synonymes
- Cyclorrhynchus psittacula

Espèce
Statut de conservation UICN

 LC  : Préoccupation mineure
Le Starique perroquet (Aethia psittacula) est une espèce d'oiseaux marins de la famille des Alcidae.
Cet oiseau peuple la mer de Bering et l'arc des Aléoutiennes.